# Svealand

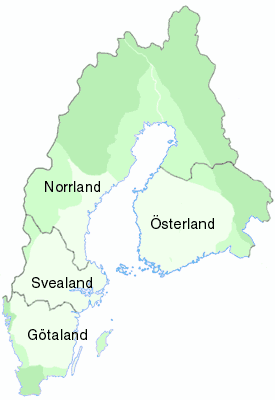
Les trois grandes régions de Suède et la quatrième, Österland, la Finlande actuelle

Le Svealand (littéralement: Le pays des Svear) est une des trois grandes régions historiques de la Suède ; les deux autres sont le Götaland, au sud, et le Norrland, au nord. Il couvre aujourd'hui des territoires situés au sud et au nord de Stockholm, la capitale, pour s'élargir vers la frontière avec la Norvège à l'ouest. Le Svealand est constitué des provinces Dalécarlie, Västmanland, Uppland, Värmland, Närke et Södermanland. 
Les provinces Åland (îles qui appartiennent désormais à la Finlande) et Gästrikland ont périodiquement fait partie du Svealand. Le Värmland et peut-être aussi le Närke appartenaient à l'origine au Götaland.

## Histoire

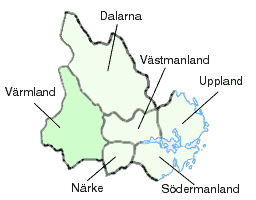
Svealand. Le Värmland était considéré comme une province du Götaland jusqu'au début du XIXe siècle.

Les Svear correspondent probablement aux peuples des Suiones mentionnés par Tacite en 98. En tout cas, il semble que bien avant la christianisation de la Scandinavie, les Svear, qui avaient pour lieu de culte Gamla Uppsala, contrôlaient au moins la partie la plus orientale de l'actuel Svealand. L'étendue de leur domination est cependant difficile à déterminer. Elle ne s'étendait peut-être que sur le val du lac Mälar. Mais il se peut aussi que les Svear aient parfois dominé toute la côte est du Svealand et du Götaland actuels. 
Faute de sources fiables, la plus ancienne histoire du Svealand et du Götaland reste très incertaine. C'est pourquoi on situe souvent la création de la Suède au règne du premier roi chrétien de Suède, Olof de Suède. Olof est aussi le premier roi à propos duquel on suppose qu'il a probablement régné à la fois sur le Svealand et sur le Götaland. Cependant, l'unification de ces grandes régions était probablement un processus lent ayant commencé bien avant cet événement, et qui devait se prolonger pendant les siècles à venir. Le pouvoir central suédois resta de toute évidence faible jusqu'à l'avènement du puissant Jarl, Birger Jarl, fondateur de Stockholm, dans la première moitié du XIIIe siècle.
Les rôles des deux grandes régions historiques de Suède, le Svealand et le Götaland (le Norrland étant à l'époque plus périphérique), dans l'unification du royaume a d'ailleurs été sujet d'un débat animé en Suède.
Selon une théorie, c'est le Svealand qui est à considérer comme la province d'origine de l'état suédois moderne. Le nom suédois désignant la Suède, "Sverige" signifie en effet "royaume" ou "pays des Svear. En plus, d'un point de vue étymologique, l'adjectif "svensk" (=suédois) signifie "du Svealand". Ajoutons que le nom plus ancien du pays des svear, utilisé dans les sagas islandais était le Svitjod (qui a donné lieu aux noms de "Suède", de "Sweden" et de "Schweden", utilisés pour désigner la Suède en français, anglais et allemand modernes).
Cependant, selon une autre théorie, la création d'un royaume appelé "Sverige" est plutôt à considérer comme une prise de contrôle du territoire et du pouvoir par les grandes familles du Götaland, région plus proche des influences de la civilisation naissante du l'Europe occidentale, notamment du christianisme et du féodalisme médiéval. Même si le nom du pays le laisse peut-être supposer, il ne s'agirait donc pas, selon cette théorie, d'une soumission du Götaland par les Svear, mais plutôt du contraire, à savoir une extension du pouvoir de la noblesse du Västergötland et du Östergötland, parallèle à la christianisation du pays, et soutenue par l'Église.

## Dialectes
Les dialectes des provinces du Sveland sont appelés le svealandais (en suédois : Sveamål). Même si, de nos jours, les dialectes tendent à disparaître au profit du Rikssvenska, le suédois standard (qui a d'ailleurs emprunté la plupart de ses traits au dialecte du Svealand de l'est), les dialectes de la Dalécarlie sont à remarquer en raison de leurs nombreux traits archaïques. Les dialectes du Värmland s'approchent plus du götalandais.